# Frühlings-Händelwurz
Die Frühlings-Händelwurz (Gymnadenia vernalis) gehört zur Gattung Händelwurzen (Gymnadenia) der Familie der Orchideen (Orchidaceae).

## Beschreibung
Diese kleine, zierliche Pflanze findet man ab Mitte Mai in oft leicht sauren Flachmooren. Die Blätter sind sehr schmal und der Stängel sehr dünn. Der Blütenstand fällt durch seine kleinen Blüten kaum auf. Sie blüht als erste Händelwurz, aber nur für eine sehr kurze Zeit und ist danach fast nicht mehr aufzufinden. Begleitpflanzen sind z. B. die Grüne Hohlzunge (Coeloglossum viride), Fleischfarbenes Knabenkraut (Dactylorhiza incarnata), Breitblättriges Knabenkraut (Dactylorhiza majalis), Großes Zweiblatt (Listera ovata), Wald-Läusekraut (Pedicularis sylvatica), Gewöhnliche Kreuzblume (Polygala vulgaris). Blütezeit ist Mai bis Juli.
Die Pflanzen erreichen eine Höhe von 16 cm bis 26 cm. Diese Orchidee zeichnet sich durch einen unterhalb des Blütenstandes, nur 1,5 mm bis 1,9 mm starken Stängel aus. Am Boden beträgt der Stängeldurchmesser bis zu 3,5 mm.  Der Blütenstand  ist locker und wenigblütig. Die Infloreszenz hat eine Abmessung von 1,7 cm bis 1,9 cm im Durchmesser und eine Höhe bis zu 5,5 cm. 
Die Farbe der Blüten ist meist hellrosa, sie besitzen einen sehr schwachen blumigen Vanilleduft. 
Die Lippen haben eine Breite von 3,5 mm bis 5,5 mm. Der Durchmesser des Sporns beträgt 0,7 mm bis 0,9 mm, seine Länge 13 mm bis 17 mm. 
Am Boden besitzen diese Pflanzen ein kleines spitzes scheidiges Grundblatt, darauf folgen 2 bis 4 große schmale Laubblätter, danach findet man bis zu max. 3 kleine Hochblätter. 
Das erste große Blatt am Boden ist 6 mm bis höchstens 9 mm breit und 12 mm bis 76 mm lang.

## Verbreitung
Bisher befinden sich alle 28 Fundorte in Oberbayern in einer Höhe zwischen 550 m und 800 m.  Holotypus Südbayern, Huglfing, in 610 m Höhe, 24. Mai 2001, Botanische Staatssammlung München, leg. W. Dworschak

## Abgrenzung
Diese Händelwurz ist durch den frühen Blühtermin und durch ihren schmächtigen Wuchs kaum zu verwechseln. Außerdem ist in ihrem Lebensraum meist nur die Mücken-Händelwurz (Gymnadenia conopsea) und viel später Gymnadenia splendida subsp. odorata zu finden. Gelegentliche Hybriden zwischen Gymnadenia vernalis und Gymnadenia conopsea sind vorhanden, aber selten aufzufinden. Der Habitus dieser Hybridpflanze gleicht einer zu groß gewachsenen Gymnadenia vernalis.

## Taxonomie
Die Frühlings-Händelwurz wurde 2002 von Werner Dworschak in Jahresberichte des Naturwissenschaftlichen Vereins in Wuppertal Band 55, Seite 31 als Gymnadenia vernalis erstbeschrieben. Nach Euro+Med ist sie zusammen mit Gymnadenia splendida und Gymnadenia splendida subsp. odorata als Synonym zu Gymnadenia conopsea (L.) R.Br. zu stellen.

## Etymologie
Das Epitheton vernalis (lateinisch: Frühlings...) wurde wegen des Erscheinens der Pflanze mitten im Frühling gewählt.